# Lernamerdz
Lernamerdz o Lernamerds (in armeno Լեռնամերձ?) è un comune dell'Armenia di 474 abitanti (2009) della provincia di Armavir.
La località è nota poiché l'intera popolazione segue ancora il comunismo sovietico, anche dopo la caduta dell'Unione Sovietica nel 1991. Prima del 1991, anno durante lo scioglimento dell'Unione Sovietica, a Lernamerdz c'erano solo 5 comunisti registrati. Oggi, tutti gli abitanti del villaggio affermano di aderire all'ideologia socialista e pensano che "tutti saranno felici e il sole splenderà luminoso" quando il comunismo verrà ristabilito in Armenia . Il villaggio, chiamato anche "Piccola Cuba ", ha attirato molti visitatori comunisti, per il suo status speciale.

## Bibliografia

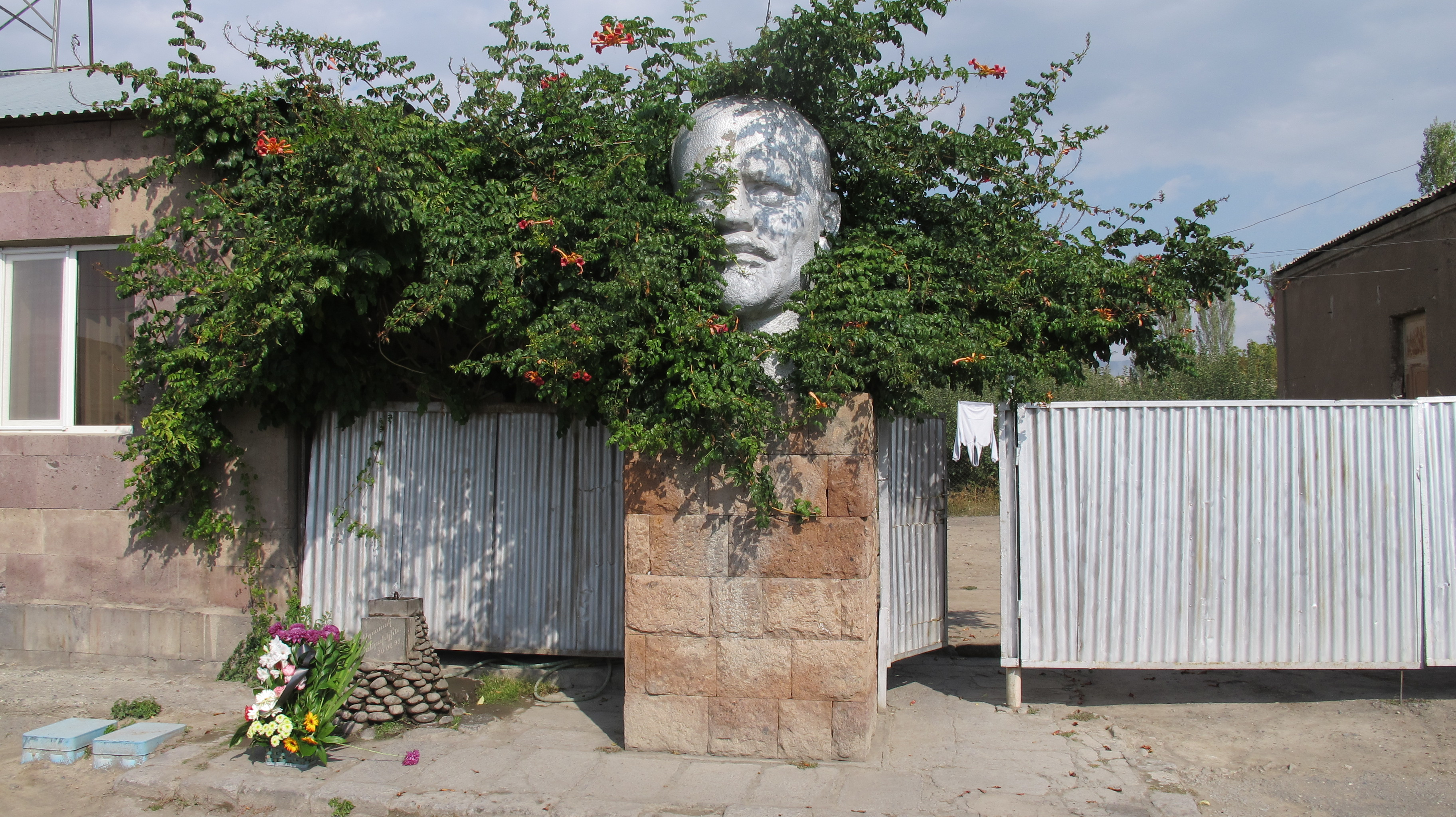
Il busto di Lenin al centro del villaggio